# Tegenaria brinikhi
Espèce
Tegenaria brinikhi est une espèce d'araignées aranéomorphes de la famille des Agelenidae.

## Distribution
Cette espèce est endémique de Russie. Elle se rencontre dans la république d'Adyguée et le kraï de Krasnodar.

## Description
Le mâle holotype mesure 6,3 mm et les femelles de 4,2 à 7,2 mm.

## Systématique et taxinomie
Cette espèce a été décrite par Ponomarev, Mikhailov et Shmatko en 2024.

## Étymologie
Cette espèce est nommée en l'honneur de Valerii  Aleksandrovich Brinikh.

## Publication originale
(mai 2024).
- Ponomarev, Mikhailov & Shmatko, 2024 : « Review of spiders of the genus Tegenaria Latreille, 1804 (Aranei: Agelenidae) of Ciscaucasia and the Russian Caucasus. III. New data on fauna and distribution, with material from neighbouring regions. » Arthropoda Selecta, vol. 33, no 2, p. 273-287.